# A Secret Wish
A Secret Wish è il primo album in studio del gruppo musicale tedesco Propaganda, pubblicato nel luglio 1985 dall'etichetta discografica ZTT Records.
L'album è stato ripubblicato diverse volte nel corso degli anni. Le versioni più recenti sono la Deluxe 20th Anniversary Edition del 2005, che include anche un DVD, e la Deluxe 25th Anniversary Edition del 2010.
Il testo della traccia Dream Within a Dream contiene versi dal poema di Edgar Allan Poe, Un sogno dentro a un sogno (Dream Within a Dream).

## Tracce versione vinile 1985
Lato A – Within
1. Dream Within a Dream – 8:04
2. The Murder of Love – 5:12
3. Jewel – 3:10
4. Duel – 4:43

Lato B – Without
1. p:Machinery (Album Mix) – 3:50
2. Sorry for Laughing – 3:25
3. Dr. Mabuse (First Life) – 5:00
4. The Chase – 4:03
5. The Last Word/Strength to Dream – 3:01

## Tracce versione CD 1985
1. Dream Within a Dream (Extended) – 9:09
2. The Murder of Love – 5:12
3. Jewel – 6:22
4. Duel (CD remix) – 4:42
5. Frozen Faces – 4:25
6. p:Machinery (Single Mix) – 3:51
7. Sorry for Laughing – 3:27
8. Dr Mabuse (CD remix) – 10:41
9. The Chase – 4:04

(Tutte le tracce composte da Claudia Brücken, Ralf Dörper, Susanne Freytag e Michael Mertens, eccetto traccia Sorry for Laughing composta da Paul Haig e Malcolm Ross, e traccia Dr. Mabuse composta da Dörper, Mertens e Andreas Thein)

## Tracce Deluxe 20th Anniversary Edition 2005
CD
1. Dream Within a Dream – 9:08
2. The Murder of Love – 5:12
3. Jewel – 6:22
4. Duel – 4:42
5. Frozen Faces – 4:25
6. p:Machinery – 3:51
7. Sorry for Laughing – 3:27
8. The Chase – 4:04
9. Dr. Mabuse – 10:41

DVD
1. Duel (Version 1) – 4:52
2. p:Machinery – 3:48
3. Dr. Mabuse (Version 1) – 4:50
4. Dr. Mabuse (Version 2) – 4:30

## Tracce Deluxe 25th Anniversary Edition 2010
CD 1The Dark Religions Depart...
1. Dream Within a Dream – 9:09
2. The Murder of Love – 5:14
3. Jewel – 6:21
4. Duel – 4:42
5. Frozen Faces – 4:24
6. p:Machinery – 3:49
7. Sorry for Laughing – 3:28
8. The Chase – 3:55
9. Dr. Mabuse – 10:42

Analogue Variations
1. Dream Within a Dream – 8:04
2. Jewel – 3:10
3. Duel – 4:42
4. p:Machinery – 3:49
5. Dr. Mabuse (First Life) – 5:03
6. The Last Word (Strength to Dream) – 3:03

CD 2...And Sweet Science Reigns
1. Do Well (The First Cut/Duel/Jewel (Cut Rough)/Wonder/Bejewelled) – 20:07
2. Testament One – 1:20
3. Die tausend Augen des Mabuse – 9:47
4. Sorry for Laughing (Unapologetic 12" Version) – 10:12
5. Thought (Part One) – 2:08
6. Thought (Part Two) – 0:29
7. p:Machinery (Goodnight 32 Mix) – 4:12
8. The Chase (Goodnight Mix) – 4:02
9. (Echo of) Frozen Faces – 10:20
10. p:Machinery (p:Polish) – 9:24
11. Testament Three – 0:26